# Олейник, Василий Михайлович
Олейник Василий Михайлович (14 января 1948, с. Скородинцы Тернопольской области — 28 апреля 2010) — советский ученый в области экономики агропромышленного комплекса. Заслуженный работник сельского хозяйства Украины (1999). Доктор экономических наук (1992), профессор (1993), академик АЭН Украины (1996).
Окончил Копычинецкий техникум бухгалтерского учёта (1966), Тернопольский финансово-экономический институт (1972, ныне ТГТУ), ВПШ (г. Киев).
Работал: главным бухгалтером (1966—1975), председателем колхоза (1975—1980) в селе Окно Гусятинского района; председателем Гусятинского райисполкома (1980—1983); 1-й секретарь Збаражского РК КПУ (1983—1988); 1-й заместитель председателя Тернопольского облисполкома (1988—1990); председателем Тернопольского облисполкома (1990—1992), председателем Тернопольского областного совета — (1998—2002).
С 1992 — декан факультета агробизнеса, 1994—2000 — директор института агробизнеса ТАНГ. От 2002 — директор Тернопольского института агропромышленной производства Украинской академии аграрных наук, профессор кафедры учёта и аудита Института продовольственного бизнеса ТАНГ.
Автор и соавтор около 100 научных трудов, в том числе монографий, пособий и учебников.
Орден «Знак Почета» (1987).